# PokerStars
PokerStars е най-голямата онлайн покер зала в света.
Тя е главен спонсор на Европейския Покер Тур (The European Poker Tour), Азия и Океания Покер тур (APPT), Латиноамериканския покер тур (LAPT), Австралия и Нова Зеландия Покер Тур (ANZPT), Великобритания и Ирландия Покер Тур (UKIPT), Италианския Покер Тур (IPT), Чехословашкия Покер Тур (CSPT) и Северноамерикански покер тур (NAPT). Покер залата е организатор на най-големия онлайн покер турнир в света WCOP (World Championship of Online Poker). PokerStars е един от малкото покер сайтове, предлагащи софтуер за сваляне не само за операционна система Windows, а и за Macintosh и Linux. От 2012 залата създава и мобилно приложение за android и apple OS с което направи голям скок в развитието си.

## История
PokerStars е основана през 2001 г. в Коста Рика от тамошната фирма „Rational Enterprises“. Седалището ѝ се намира на остров Ман, коронно владение на Великобритания, което се намира в Ирландско море. Преместването на седалището на PokerStars е продиктувано от 0% ставка на корпоративния данък на острова и премахването на правилата за закриване на търговски дружества при приемане на казино и покер залози от Америка. PokerStars притежава лиценз от Комисията по хазарта на острова (Isle of Man Gambling Supervision Commission) и също така от Италия от Amministrazione Autonoma dei Monopoli di Stato (AAMS). Днес залата има пазарна стойност от 3 млрд. долара и е най-голямото частно хазартно дружество и най-голямата онлайн покер зала в света с годишна печалба $1,34 млрд.

## Хронология
През 2003 г. победителите Крис Мънимейкър и Грег Реймър се класират чрез „PokerStars“ за основното събитие на Световните покер серии.
През 2005 г. PokerStars е обявявен за най-добрия покер оператор на годината.
На 19 юли 2009 г. на сайта на PokerStars се организира най-големият онлайн покер турнир с 65 000 участници. Така залата чупи предишния си световен рекорд от 35 000 играчи с цели 30 000 повече. На 27 декември 2009 г. залата поставя пореден рекорд, при който участниците в онлайн турнира са 149 196 и по този начин надхвърля предишния си рекорд от 19 юли 2009 г. с цели 84 196 покер играчи.
На 15 април 2011 г. домейнът на PokerStars заедно с домейните на още три други покер зали са приватизирани от ФБР по силата на закона Unlawful Internet Gambling Enforcement Act в САЩ поради подозрение в нелегални хазартни дейности. Междувременно на всички играчи се възстановяват средствата по сметките им в пълен размер и така ПокерСтарс се изтегля от пазара в САЩ. Освен това след проведена среща в Министерството на правосъдието в САЩ (United States Department of Justice) на PokerStars се разрешава отново да използва домейна си pokerstars.com
Считано от май 2011 г. в залата са изиграни общо над 65 000 000 000 ръце.

## Игри
ПокерСтарс е залата с най-голям избор на видове покер игри. Предлагат се: Texas Hold 'em, Omaha, Omaha Hi/Lo (8 or Better), Stud, Stud Hi/Lo (8 or Better), Razz, Five-card draw, Deuce to Seven Triple Draw, Deuce to Seven Single Draw, Badugi, HORSE, HOSE, Mixed Hold'em, Mixed Omaha Hi/Lo, Triple Stud и 8-Game. Играчите могат да участват в игри за истински пари с лимити от $0,01/$0,02 до $1000/$2000. „ПокерСтарс“ има 20 000 участници в кеш игрите и още стотици повече в турнири и в игри с фиктивни пари. По време на пиковите часове се случва броят на участниците да достигне и 300 000 души. През октомври 2008 г. залата стартира новия си сайт PokerStars.it, разработен специално за италиански играчи, в който се предлагат турнири за истински пари в евро. „ПокерСтарс“ предлага някои кеш игри и турнири на основния си сайт PokerStars.com в евро. През март 2010 г. сайтът започна да разрешава на потребителите да държат сметките си с истински пари в британски паундове и в канадски долари, а не само в щатски долари и в евро.

## Тим
PokerStars спонсорира много успешни покер играчи и е изградила свой тим от професионалисти, наречен Team PokerStars Pro. Членовете му включват известните Бертран „Elky“ Гроспелие, Бари Грийнщайн, Джон Дюти, Димитър Бабулев – Тони, Лий Нелсън, Лука Пагано, Лив Бойри, Ванеса Русо, Виктор Радмин, Ноа Бойкен, Андре Акри, Умберто Бренес, Чад Браун, Виктория Корен, Марсин Хорецки, Денис Филипс, Джони Лоден, Лео Фернандес, Иван Демидов, Хуан Масейрас, Марсел Люске, Арнауд Матерн, Дарио Маниери, Даниел Негреану, Алекс Кравченко, Александър Гомес, Катя Татер, Джейсън Мерсие, Анхел Гуиен, Джуд Ейнсуърт, както и WSOP main event шампиона Крис Мънимейкър, Джо Хашем, 2009WSOP шампиона Джо Када, 2010 WSOP шампиона Джонатан Духамел и шампиона от 1983 на WSOP Том МакИвой.